# Polystigma sonneratiae
Polystigma sonneratiae är en svampart som beskrevs av Petr. 1931. Polystigma sonneratiae ingår i släktet Polystigma och familjen Phyllachoraceae.   Inga underarter finns listade i Catalogue of Life.